# 輝銀礦

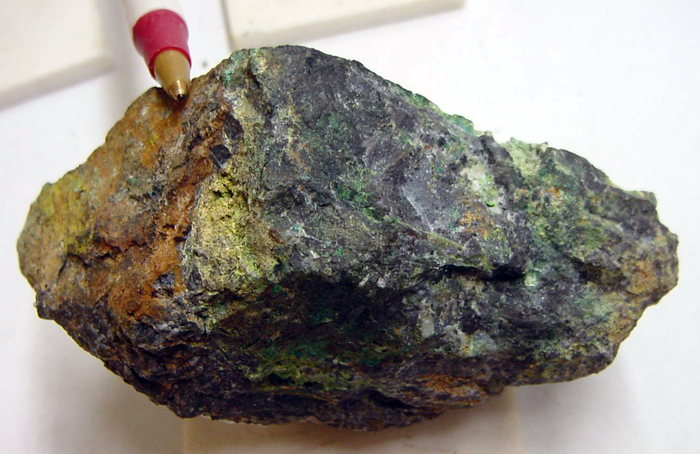
辉银矿样本

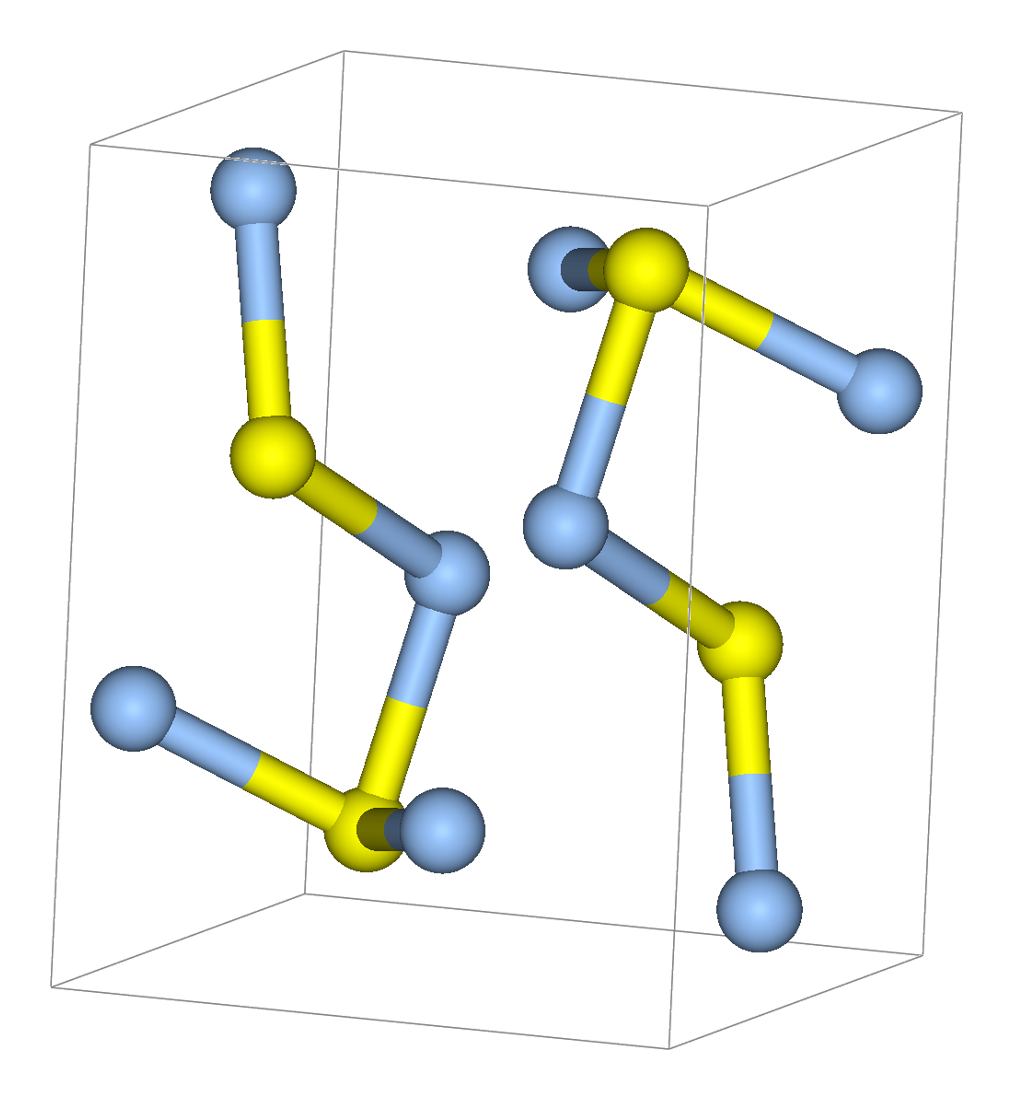
輝銀礦的晶胞。

在矿物学中，輝銀礦（英語：Argentite）指立方硫化银（Ag2S），它只能在高于173 °C、177 °C或179 °C的温度下存在。当它冷却到常温时，它会变成单斜同质异形体，即螺状硫银矿。国际矿物学协会已拒绝将辉银矿作为合适的矿物。
“辉银矿”这个名称有时也指代辉银矿的假晶型：尽管由于温度较低，它们的实际晶体结构是单斜晶体，但仍显示出立方晶形的一些外在迹象的螺状硫银矿标本。这种形式的螺状硫银矿偶尔被发现为不均匀的立方体和八面体，但更常见的是树枝状或土状物质，具有偏黑的铅灰色和金属光泽。